# Anvar Yunusov
Anvar Yunusov est un boxeur tadjik né le 1er février 1987.

## Carrière
Sa carrière amateur est marquée par une médaille de bronze aux championnats d'Asie d'Oulan Bator en 2007 dans la catégorie poids mouches et une autre aux championnats du monde de Bakou en 2011 en poids coqs.

## Palmarès

### Jeux olympiques
- Qualifié pour les Jeux de 2012 à Londres, Royaume-Uni

### Championnats du monde de boxe amateur
- Médaille de bronze en -56 kg en 2011 à Bakou, Azerbaïdjan

### Championnats d'Asie de boxe amateur
- Médaille de bronze en -51 kg en 2009 à Oulan-Bator, Mongolie